# Traité de La Haye (1795)
Pour les articles homonymes, voir Traité de La Haye.

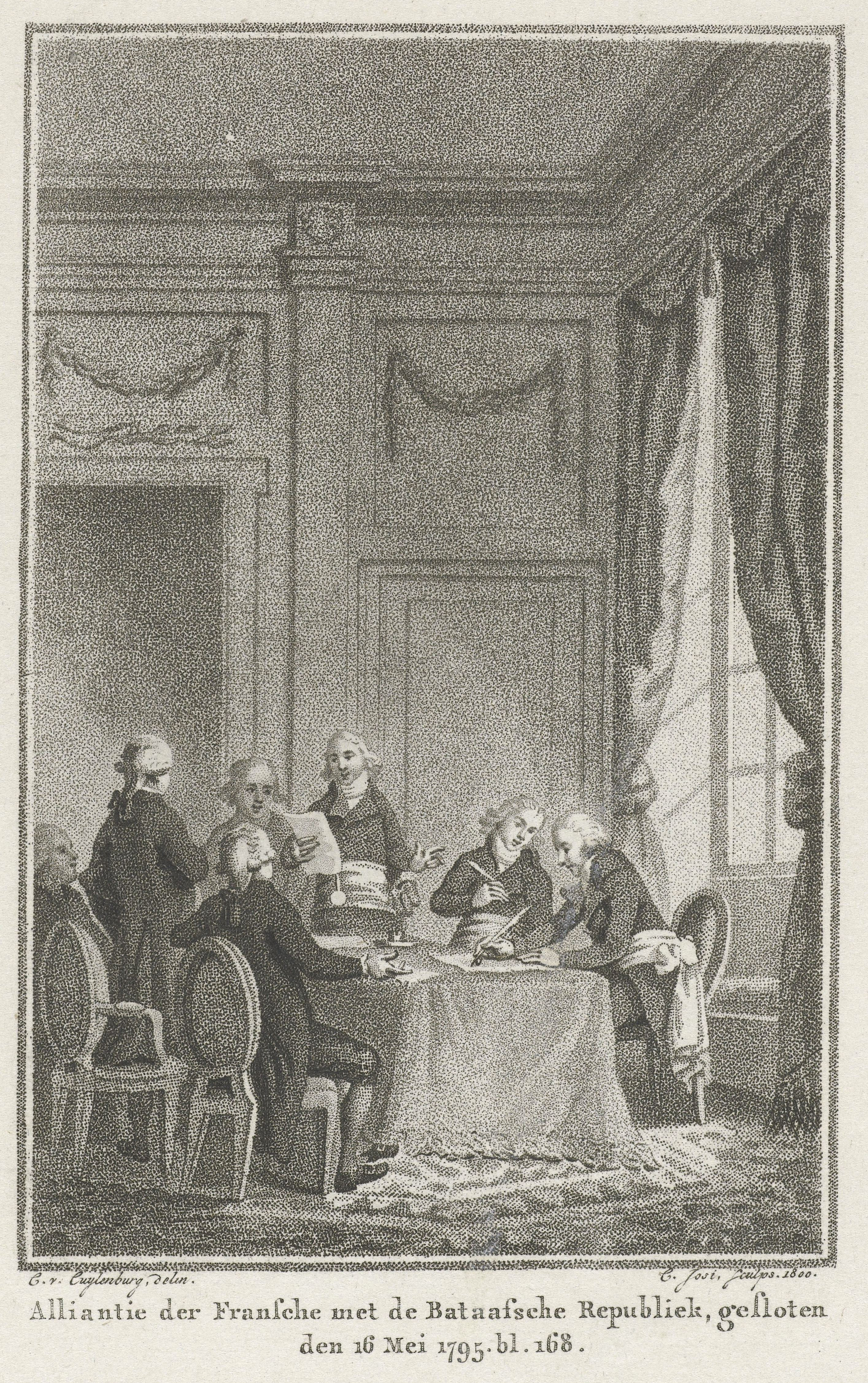
Signature du traité de La Haye entre la France et la République batave.

Le traité de La Haye, signé le 16 mai 1795, met à terme au conflit opposant la République française et les Provinces-Unies, devenues la République batave au début de l'année 1795.
Ce traité permet la reconnaissance officielle par la France de la République batave. Une alliance offensive et défensive est mise en place. Pour protéger le territoire batave d'une invasion britannique ou prussienne, 25 000 soldats français y sont stationnés et entretenus par la République batave. Le port de Flessingue est partagé entre les deux pays. Le commandement en chef des troupes bataves et françaises est assuré par un général français. Les généraux Joubert, Brune ou Augereau ont exercé cette fonction.
Au titre des indemnités de guerre, la République batave doit verser 100 millions de florins à la France et elle lui cède les territoires de Maastricht, Venlo et la Flandre zélandaise.